# Angerona suffusa
Angerona suffusa là một loài bướm đêm trong họ Geometridae.